# Tőkés réce

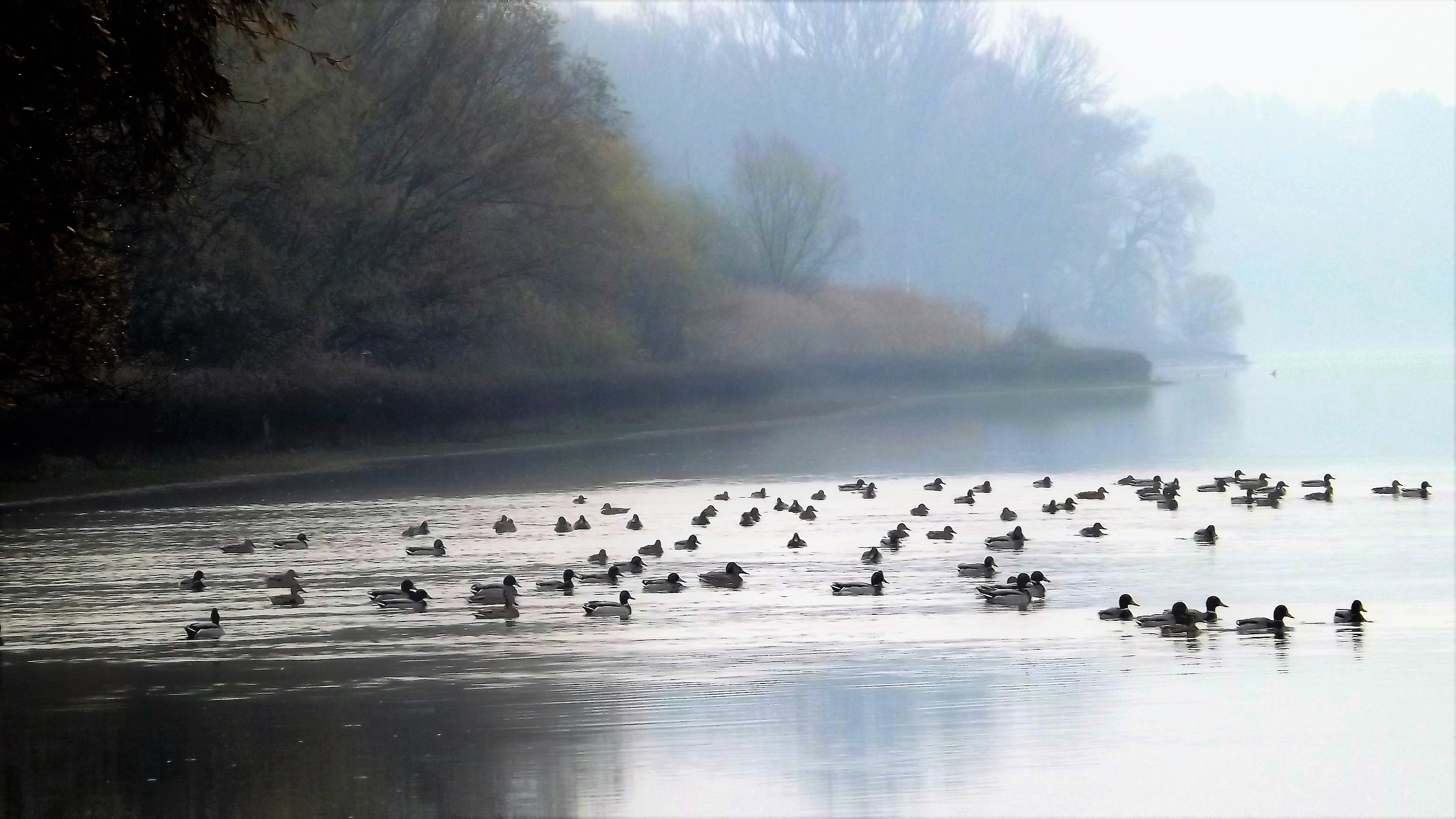
Tőkés récék a Dunán Verőcénél

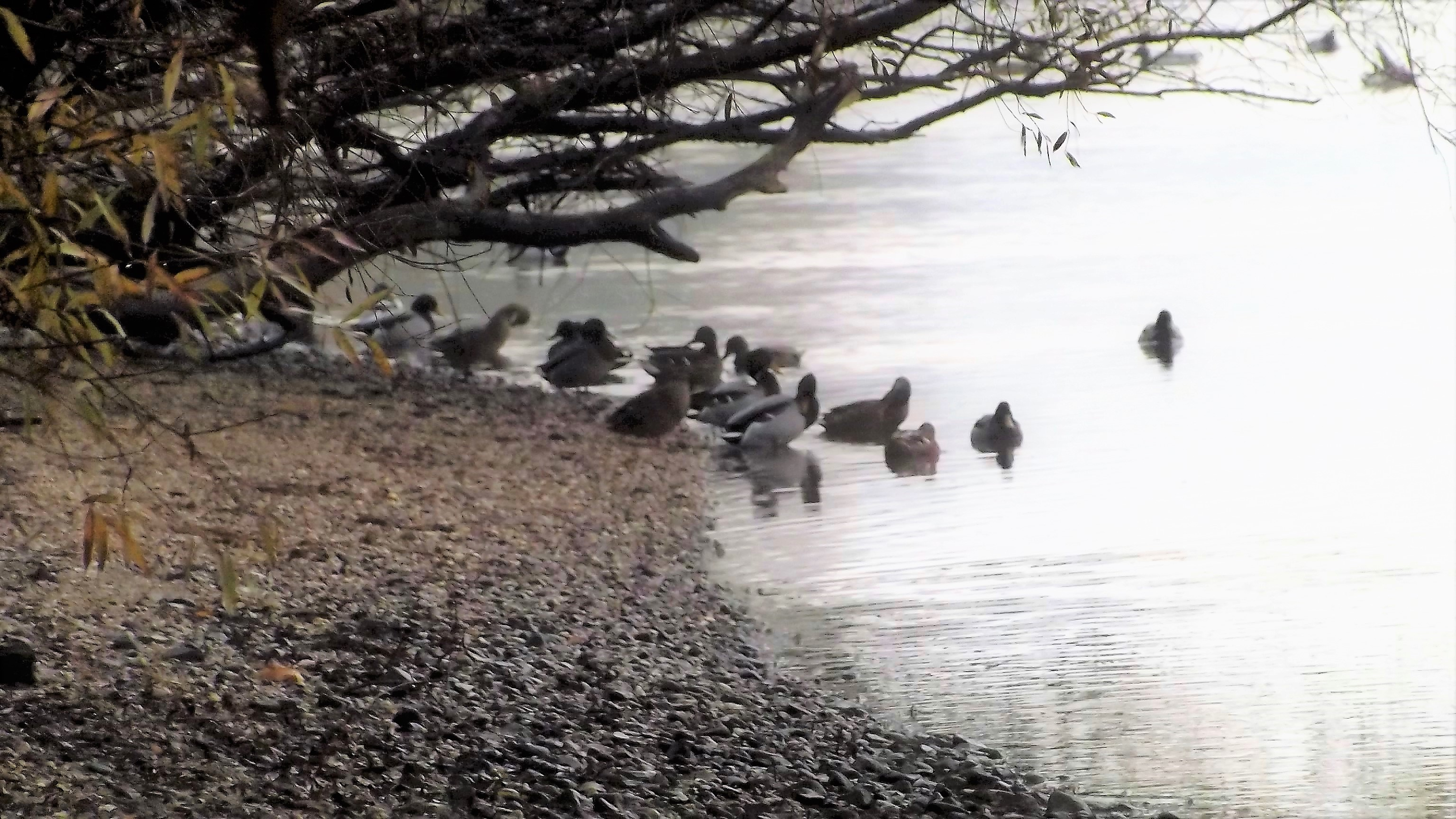
Dunaparti füzek alatt pihenő tőkés récék

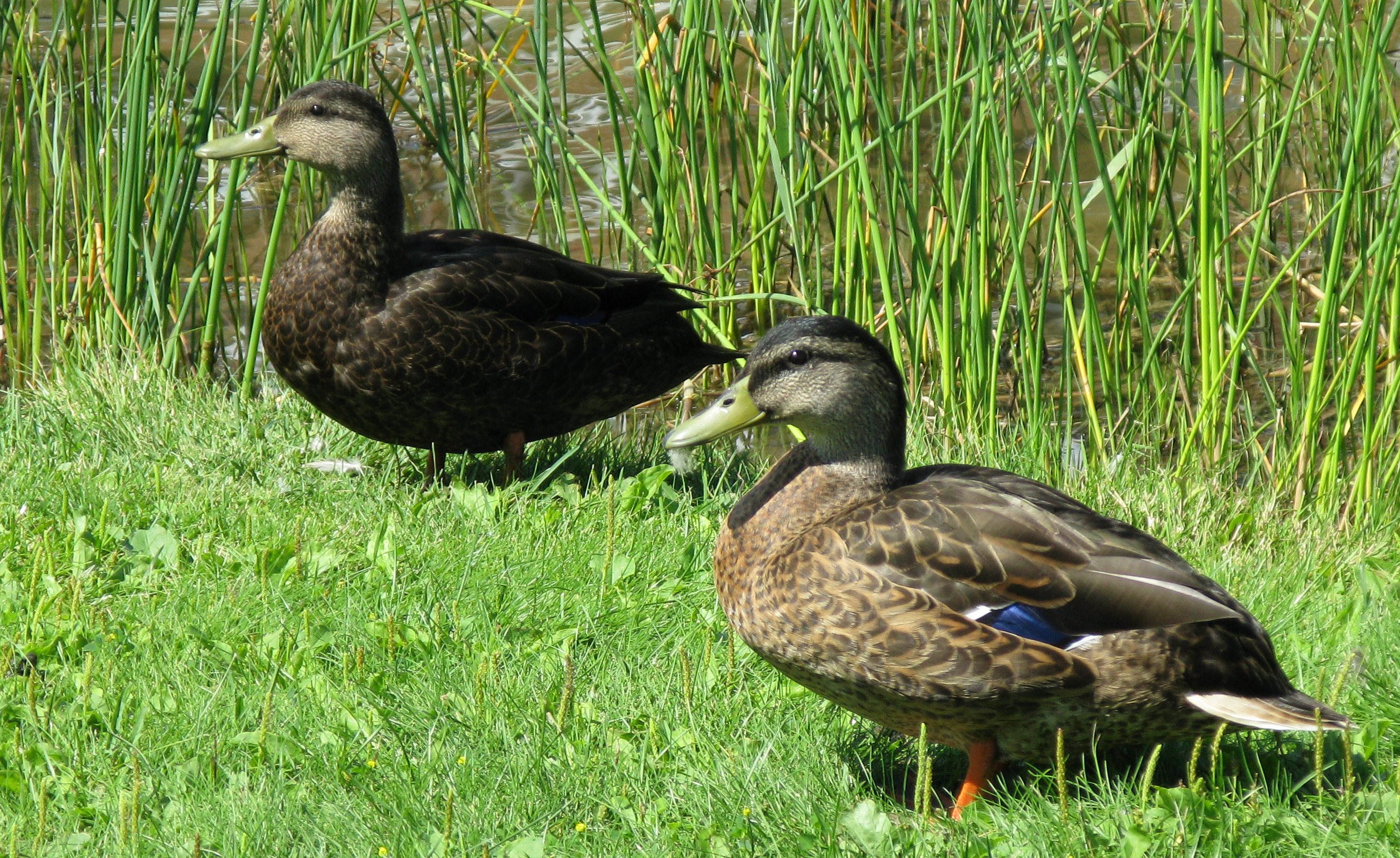
A tőkés réce csoportjának tagjai megjelenésre nagyon hasonlítanak egymásra. A háttérben egy kormos réce látható, míg az előtérben egy fiatal tőkés réce hím

A tőkés réce vagy vadkacsa (Anas platyrhynchos) a madarak osztályának lúdalakúak (Anseriformes)  rendjébe és a récefélék (Anatidae) családjába tartozó faj.

## Előfordulása
Egész Európában, Ázsia és Észak-Amerika jelentős részén elterjedt, a Kárpát-medencében a leggyakoribb récefaj. A házi kacsa őse.
Kóborló egyedei sokfelé eljutnak, így Afrikába, Közép- és Dél-Amerikába is.
Az ember is segítette elterjedési területe megnövelését, mivel betelepítette az Egyesült Államok keleti részébe, a Bermuda-szigetekre, Ausztrália, Új-Zéland és Új-Kaledónia területére is. Onnan a faj sokfelé eljutott kóborlásai során, így a Csendes-óceán sok szigetén észlelték már.
Ezen felül betelepítették a Francia déli területek több szigetére, így a Kerguelen-szigetekre, továbbá a Falkland-szigetekre és a Macquarie-szigetre is.

## Alfajai
Jelenleg csak két alfaja van, mert a korábban alfajaiként kezelt madarakat mára önálló fajként kezeli a kutatók többsége.
Korábban a tőkés réce alfajainak tartották a következő fajokat:
- kormos réce (Anas rubripes)
- floridai réce (Anas fulvigula)
- mexikói réce (Anas diazi)
- Mariana-szigeteki réce (Anas oustaleti)
- laysani réce (Anas laysanensis)
- hawaii réce (Anas wyvilliana)

Nem minden rendszer fogadja el az összes alfajt önálló fajnak – a Csendes-óceán szigetein élő fajokat többnyire igen, de az észak-amerikai kontinensen élők közül nem mindegyiket. A kormos récét a legtöbben elfogadják önálló fajnak, de a másik két amerikai változatot sokan továbbra is a tőkés réce alfajainak tekintik.
Ha az összes, fentebb felsorolt alfajt önálló fajoknak tekintjük, úgy a tőkés récének az alábbi két alfaja maradt:
- közönséges tőkés réce (Anas platyrhynchos platyrhynchos) - ez az alfaj él a tőkés réce csaknem teljes elterjedési területén,
- grönlandi tőkés réce (Anas platyrhynchos conboschas) -  kizárólag Grönland déli részén fordul elő.

További külön alfajnak szokták tekinteni a tőkés réce háziasított leszármazottját, a házi kacsát. Ez utóbbi minden probléma nélkül keresztezhető a tőkés récével. A városok tavain élő tőkés récék között sokszor feltűnnek háziasított récékkel keresztezett egyedek is.

## Megjelenése
Testhossza 50–65 centiméter, szárnyfesztávolsága 81–98 centiméter, testtömege 750–1450 gramm. A tojó mintegy negyedével kisebb és könnyebb, mint a hím.
A gácsér csőre zöldessárga, feje fémesen csillogó zöld, nyakán fehér gallér van, melle gesztenyebarna, oldala és hasa világosszürke. Testének felső része, a nyak tövétől a hát közepéig, valamint a szárnyai külső felülete barnásszürke, a hát közepétől kezdődően kékesfekete, egészen a farokig, melynek oldalsó szegélyét a fehér színű kormánytollak alkotják. A farok közepén 3-4 szál fekete, visszahajló, ún. gácsértollat visel. Szárnyai belső oldalai sárgásfehérek.
A fent leírtak csak a hím násztollazatára vonatkoznak, amelyet nagyjából szeptembertől májusig visel. Nyár elején leveti díszes tollait, és a tojóéhoz hasonló, szerényebb ruhát ölt. Szárnya és farktollai nagyjából megtartják eredeti színüket, a test többi része azonban szürkésbarna, enyhén rőt alapszínt ölt, amelyet kisebb-nagyobb foltok díszítenek. Fehér gallérjuk eltűnik, viszont a fejen megjelenik a tojóéhoz hasonló szemcsík és a fekete fejtető. Avatatlan szemlélő ilyenkor összetévesztheti őket a tojókkal, pedig az itt-ott kiütköző szürke, hasi tollaik, fekete farkuk, feltűnő, fehér farokszegélyük, a nyak és a test színétől (a nászruházathoz hasonlóan) jól láthatóan elkülönülő mellszínezet, de főleg a színét nem változtató, zöldessárga csőr azonnal elárulja őket. A tőkés récék nyár elején kezdenek vedleni, ez az időszak körülbelül júniustól augusztusig tart. Ekkor kezdődik meg a lohosodásuk, ami azt jelenti, hogy az összes evezőtollukat egyszerre cserélik le. Ilyenkor egy hónapra átmenetileg röpképtelenné válnak, amíg ki nem fejlődnek új tollaik.
A tojó kültakarója tipikus rejtőszínezet, amely azt a célt szolgálja, hogy a fészkén ülő madarat elrejtse az ellenségei szeme elől. Egész teste barna alapszínű, amelyet kisebb-nagyobb méretű, szabálytalan alakú fekete pöttyök és foltok tarkítanak. Az apró pöttyök elhelyezkedése a fejen a legsűrűbb, a mellen nagyobbak és ritkásabbak lesznek, majd a test hátsó része felé egyre nagyobb foltokká növekednek, ami főleg a szárnyat nyugalmi helyzetben betakaró, nagy tollakon figyelhető meg. Feje tetején egy, a nyak közepéig lehúzódó fekete sáv, valamint egy szem környéki, szintén fekete, vékony sáv, az ún. szemcsík is található. Csőre sárgásbarna, kisebb-nagyobb lilásfekete foltokkal. Kormánytollai a tojónak is világosak, de kevésbé feltűnőek, mint a gácséron. Szárnya a híméhez hasonlóan kívül barnásszürke, belül sárgásfehér, és mindkét nem szárnyának külső részén, középtájon, fémesen csillogó, kék színű szárnytükör van, melyet két oldalát fehér vonal szegélyezi. Úszóhártyás lábuk egyformán narancssárga.
A kiskacsák alapszíne zöldessárga, hátuk, fejük teteje fekete, anyjukhoz hasonlóan szemcsíkot viselnek, csőrük és lábuk lilásfekete. Ez a színezet remekül elrejti őket a parti iszapos talajon, nádasban, vízinövények kusza, árnyékos sűrűjében. Pehelytollazatukat körülbelül két hétig tartják meg, majd lassan elkezdi őket kiverni a toll, először az oldalukon, a szárny alatt, majd a hasukon, utána a hátukon, farkukon, fejükön. Legvégül fejlődik ki a toll a szárnyaikon. Fiatalkori ruhájuk anyjukénak szinte tökéletes mása. A tojóké ezután már nem is változik túl sokat, csak lábuk és csőrük válik a felnőtt tojókéhoz hasonló színűvé, a gácséroké azonban szép lassan fakulásnak indul: sötétedni kezd a hátuk, farkuk, mellük, szürkülni oldaluk és hasuk, fejükön megjelennek az első zöld tollak, majd nyár végére, ősz elejére lezajlik a teljes vedlésük, és felöltik első násztollazatukat, amely ekkor a legszínpompásabb (az idősebb gácsérok tollazata ugyanis évről évre jobban elveszti fényét).
|  |  |  |

## Életmódja
Tápláléka változatos, főleg magvakat, növényi részeket, gerincteleneket, apró halakat és ebihalakat fogyaszt.  Az állomány egy része áttelel, másik része vonuló. Vadászható vízivad. A legidősebb ismert tőkés réce 29 évet élt.

## Képek

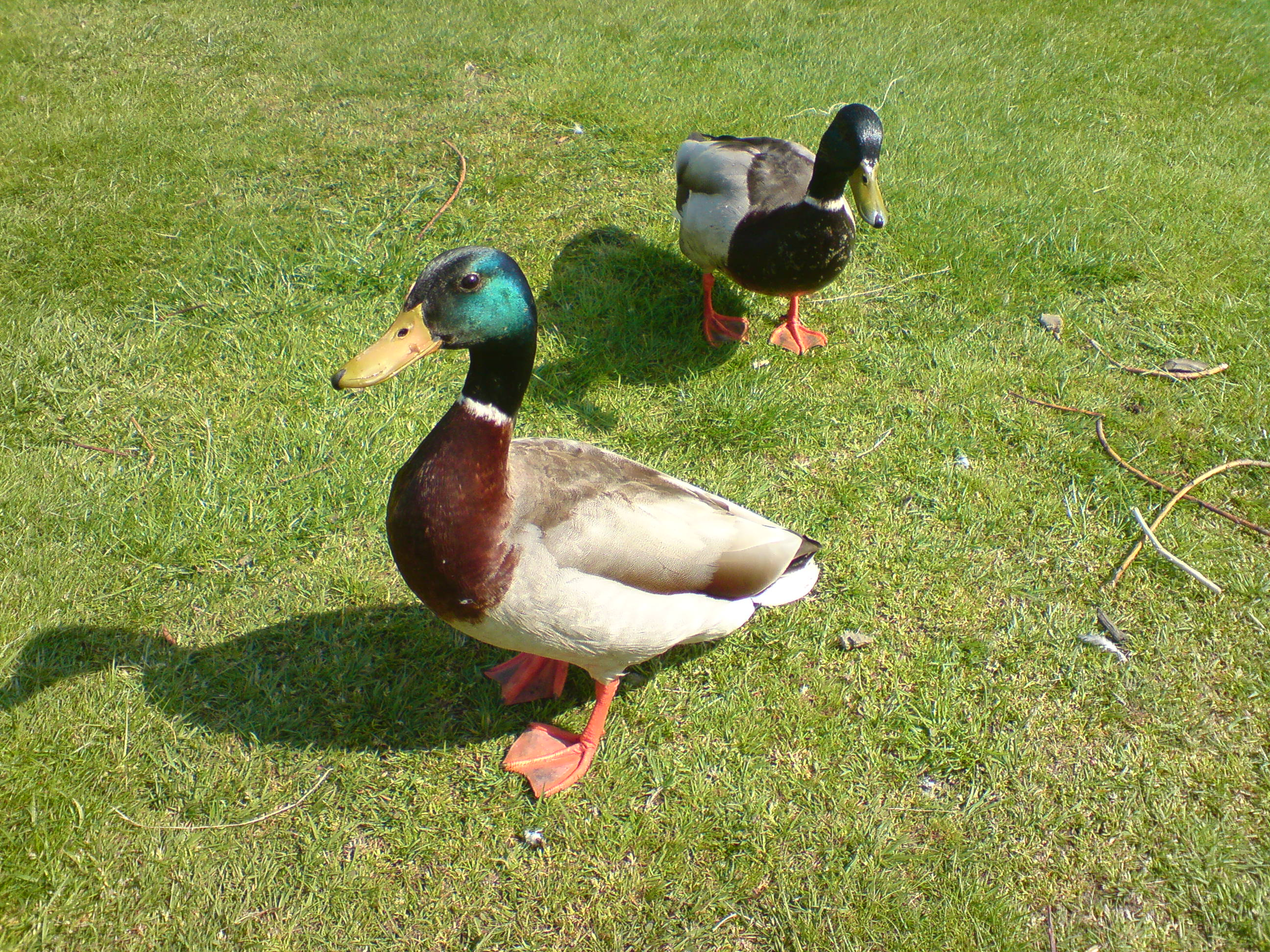
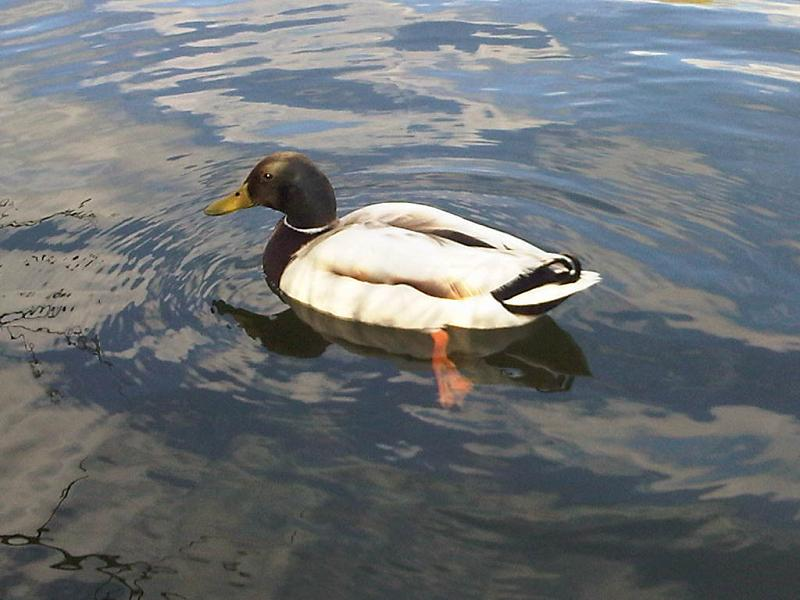
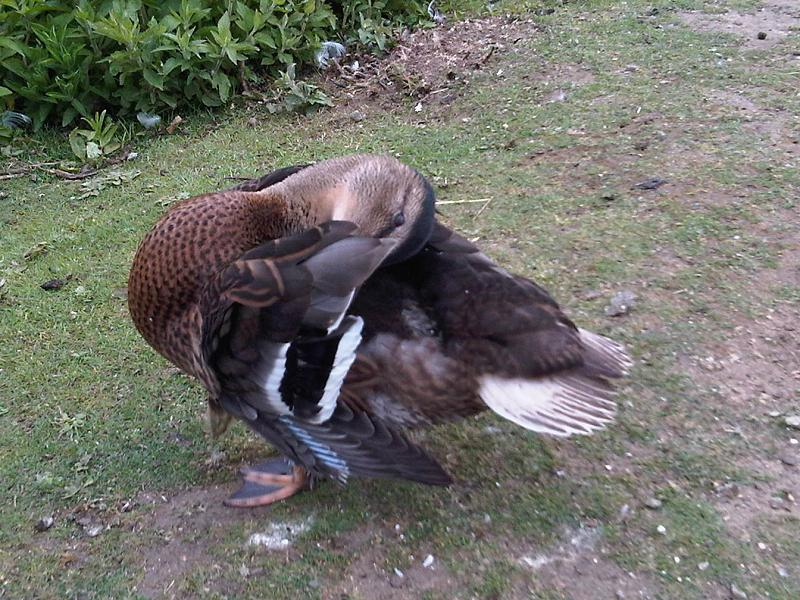
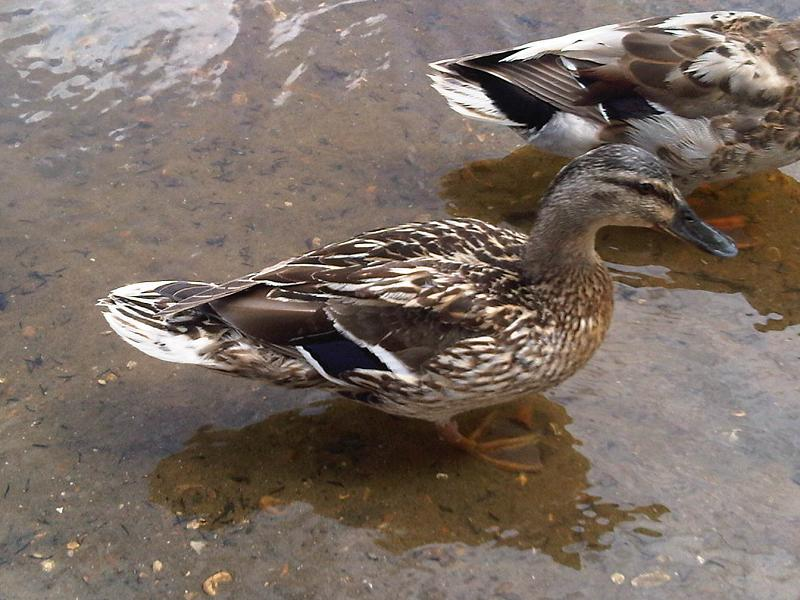
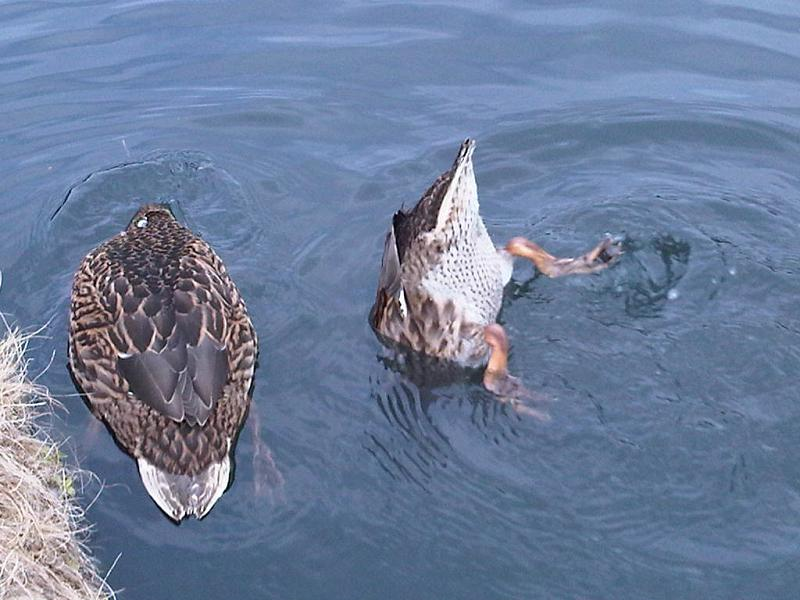
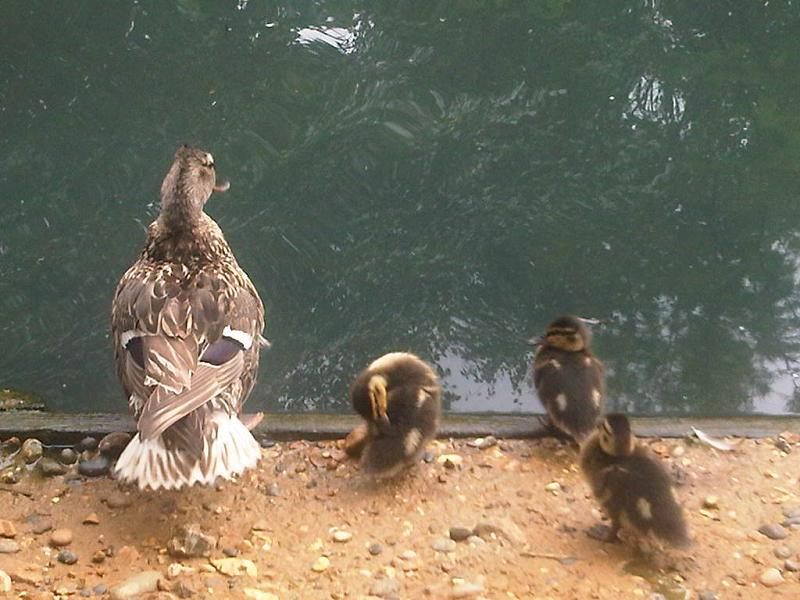

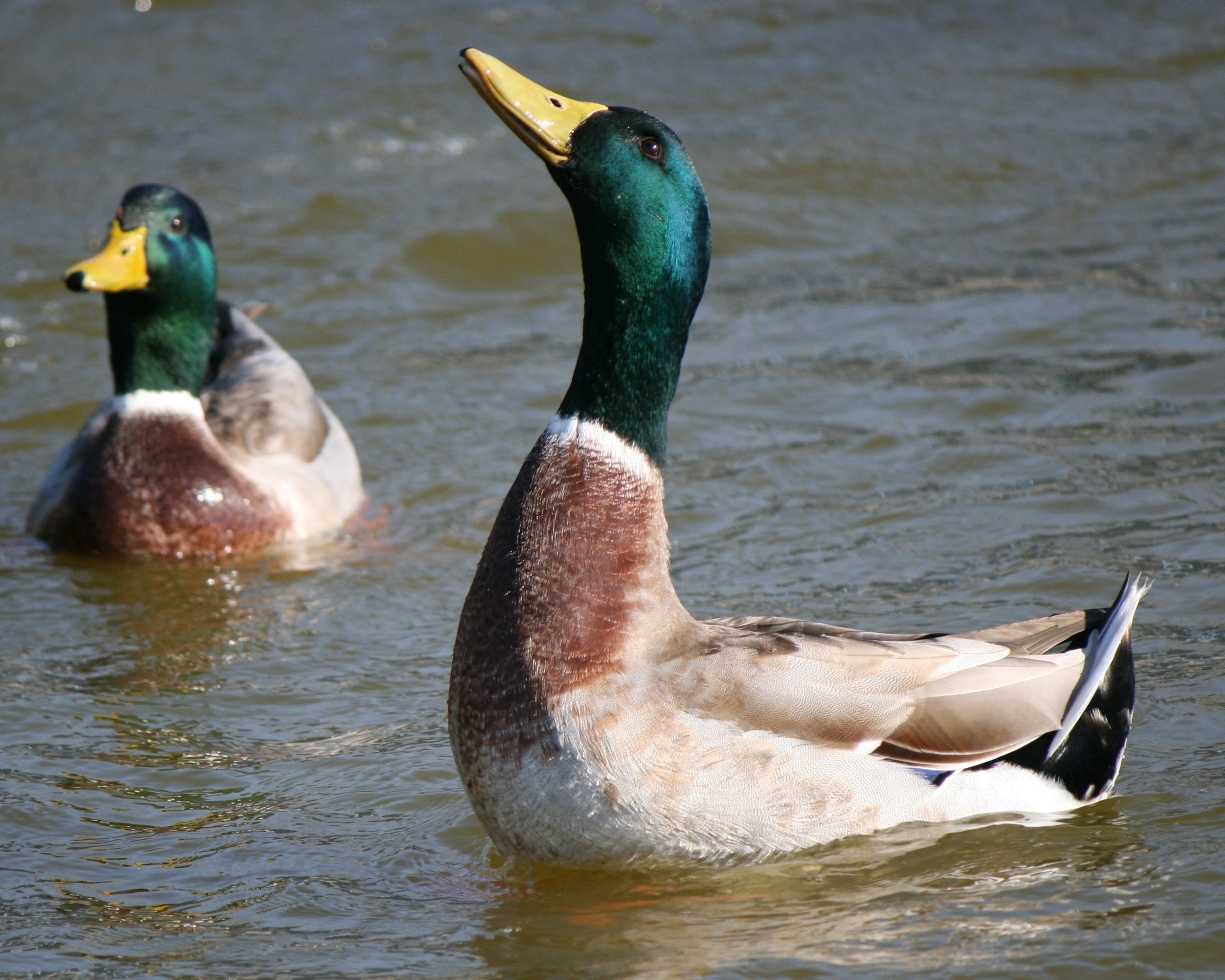
A gácsér csőre zöldessárga, feje fémesen csillogó zöld
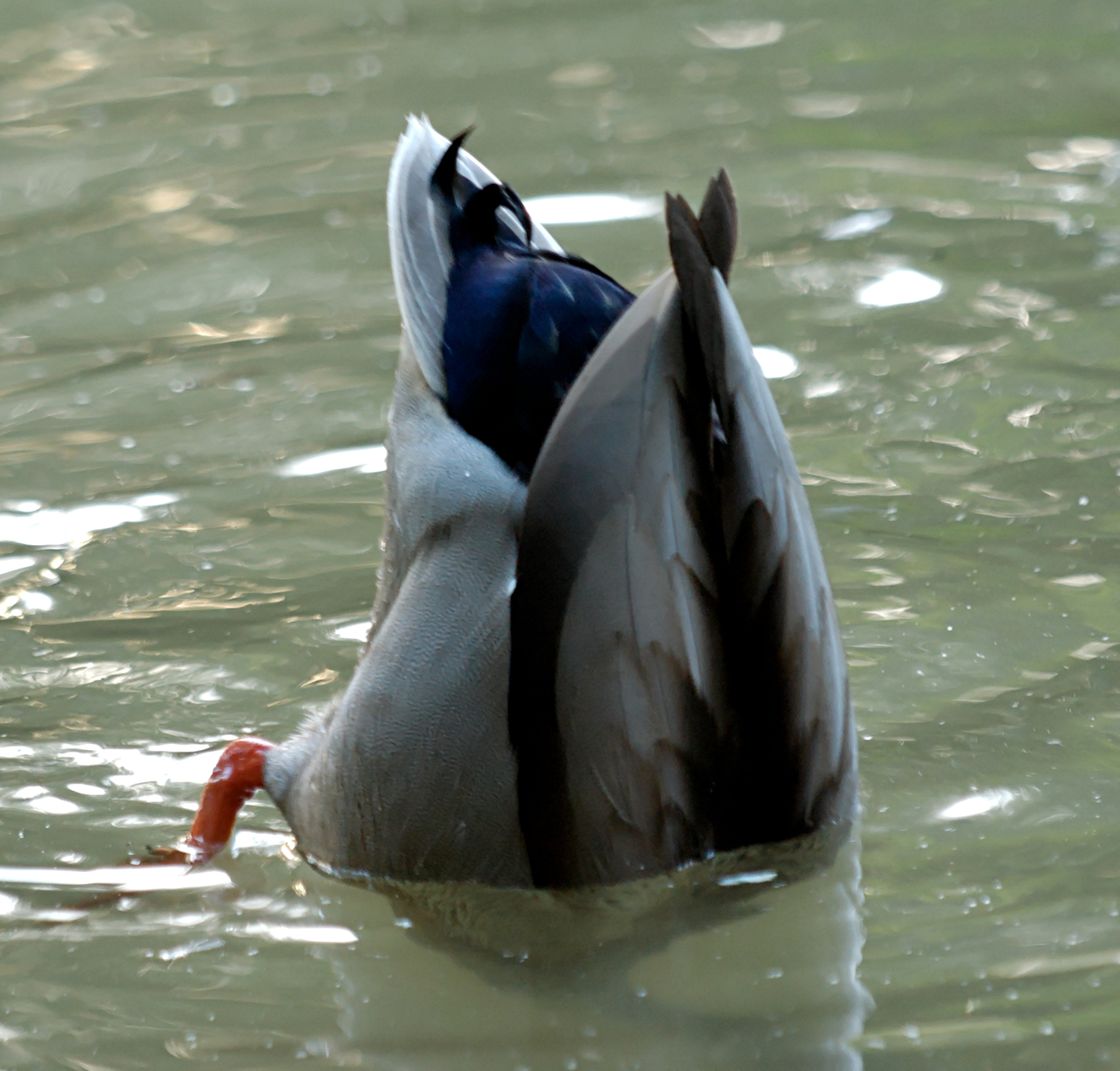
Táplálkozás
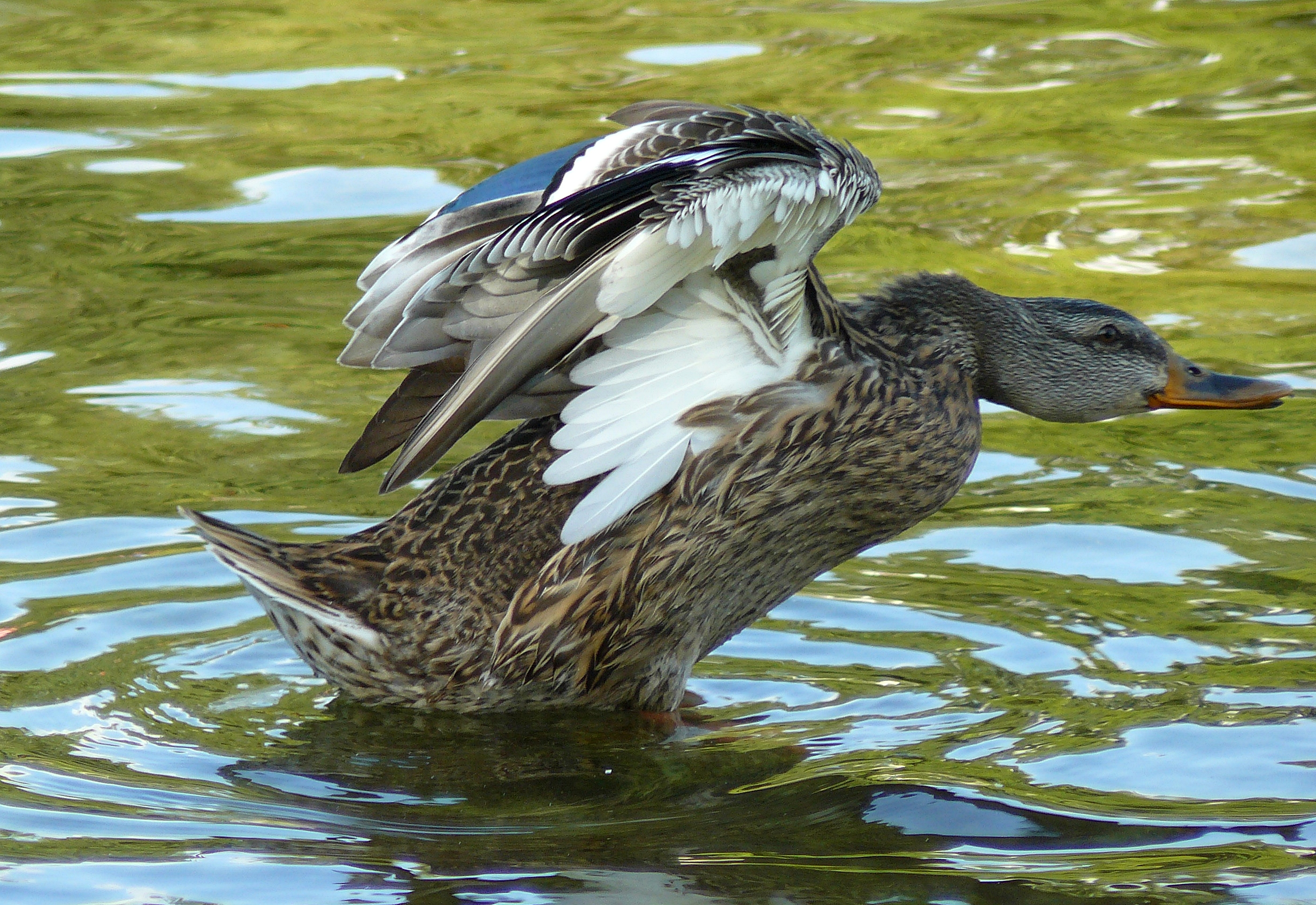
Felszálláshoz készülve
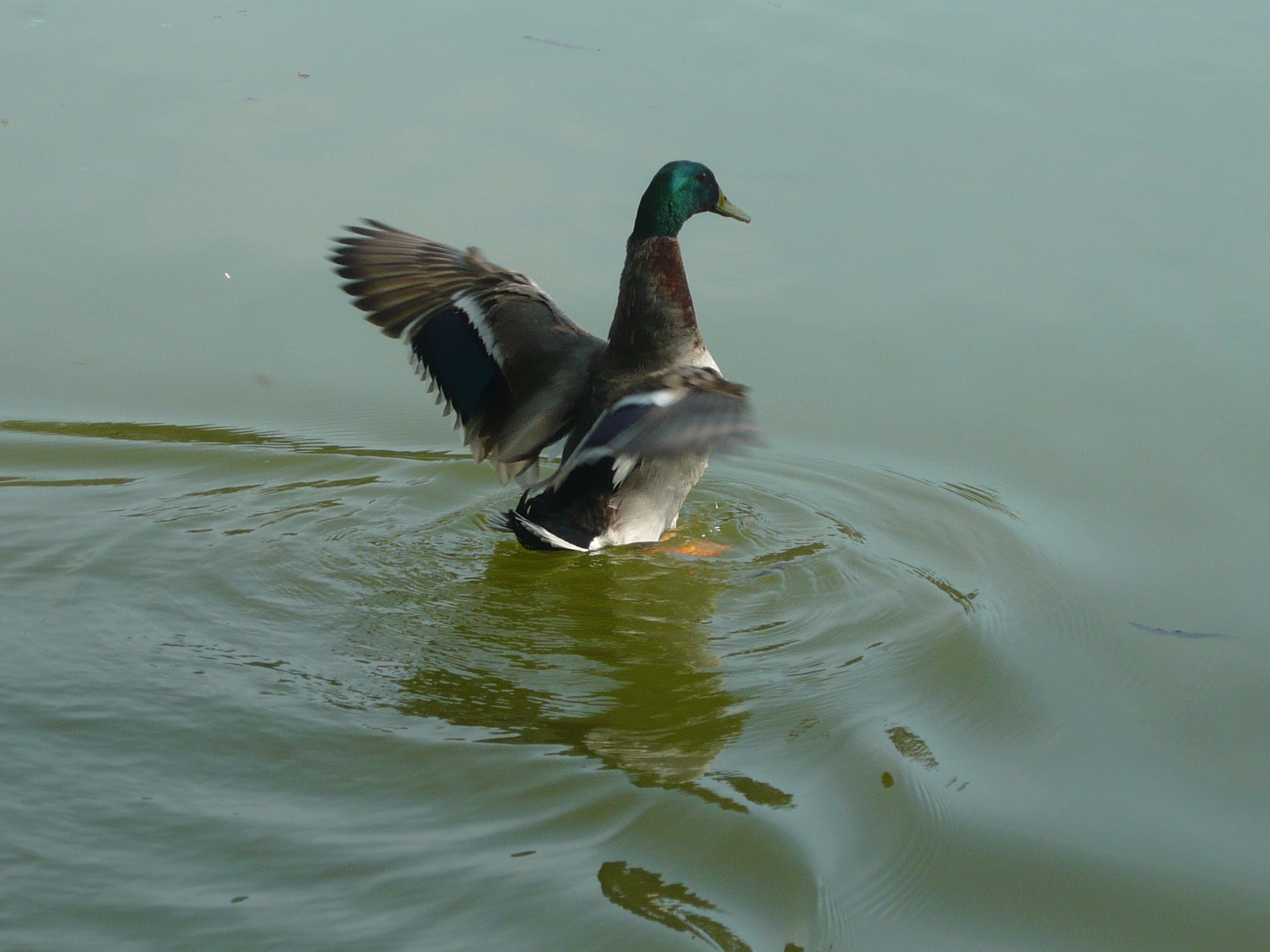
a felszállás pillanatában
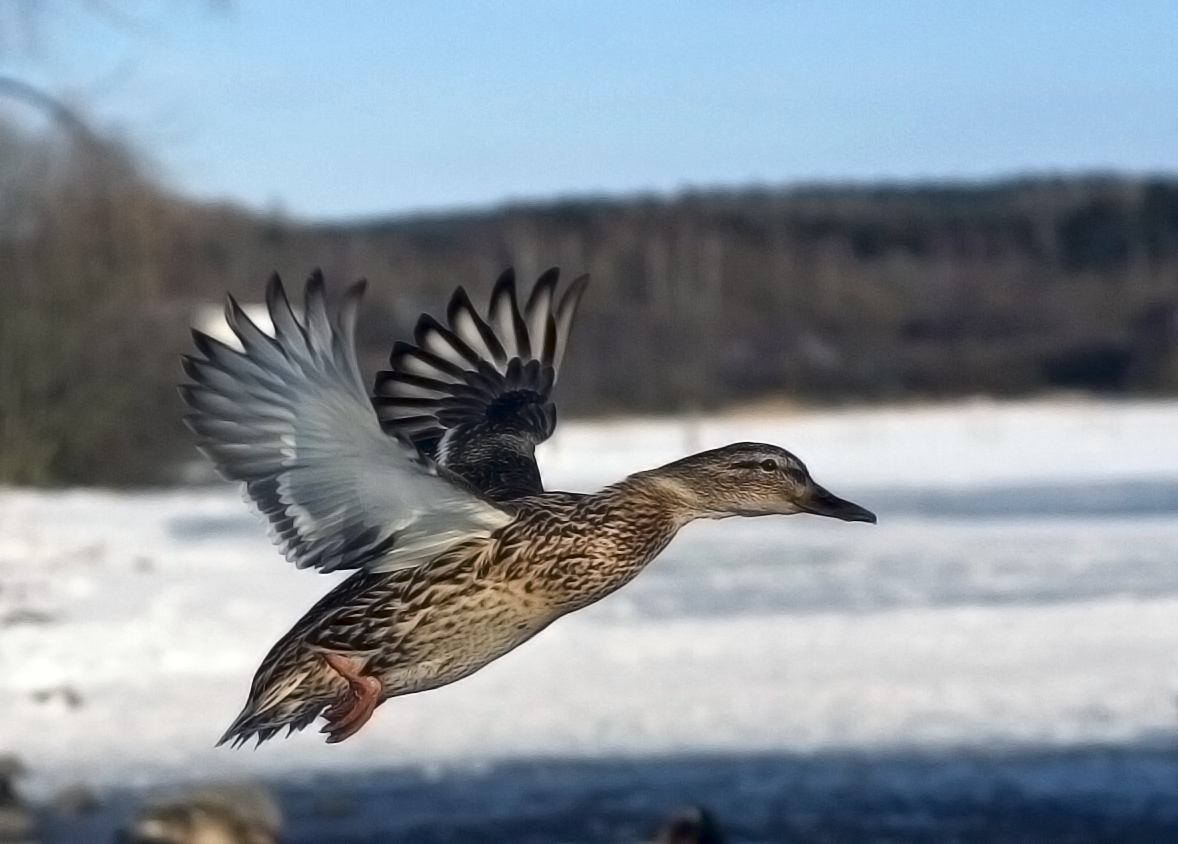
és repülés közben
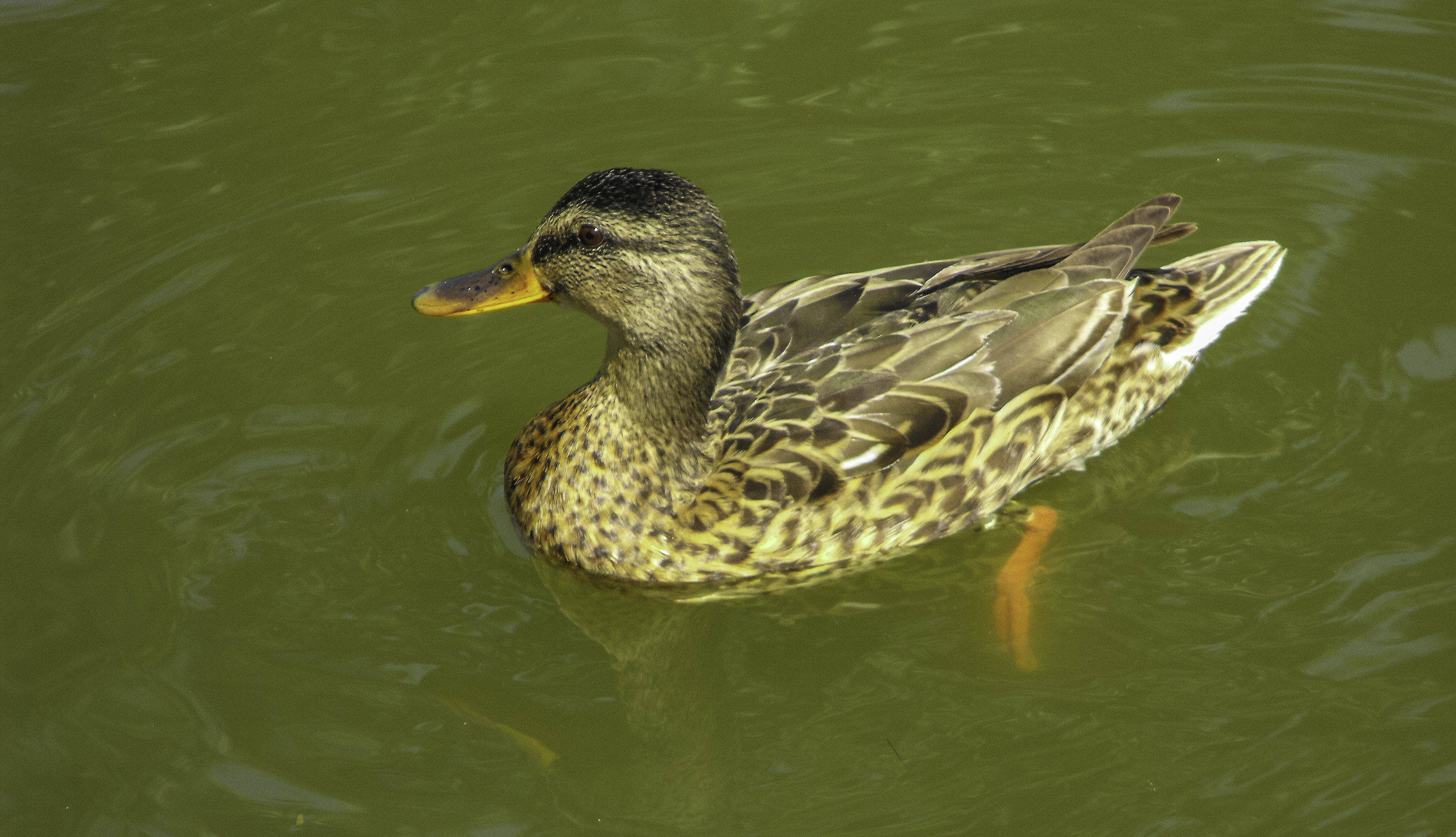
Tőkés réce tojó, nyári ruhában

## Szaporodása
Az ivarérettséget egyéves korban éri el. Fészkelőhelyben nem válogatós, földre rakja növényi részekből és pehelytollakból készített fészkét. Sokszor már március elején elkezdi rakni 9-14 tojásból álló fészekalját, melyen 22-28 napig kotlik. A tojások zöldes színűek.
|  |  |  |

## Védettsége
Magyarországon vadászható. Vadászati idénye augusztus 15–től január 31-ig tart.

## Érdekesség
A vadkacsáról egy utcát neveztek el Budapest XVII. kerületében, a Madárdombon.
Fekete István ifjúsági regényében a Vukban a vadkacsa neve Tás.
Egyaránt előfordul édes, és sós tengeri vizekben is.